# Секреторно мехурче
Секреторни мехурчета са клетъчни органели, отделени от цитоплазмата на клетката само с една мембрана. Изпълняват разнообразни функции в клетката като разнасяне на различни вещества, изхвърляне на непотребните, вътреклетъчен пренос и др. Образуват се в апарата на Голджи.